# Kára McCullough
Kára Deidra McCullough (Napoli, 9 settembre 1991) è una modella statunitense, vincitrice del titolo di Miss USA 2017.

## Biografia
Kára McCullough è stata incoronata il 14 maggio 2017 Miss USA 2017, in rappresentanza del distretto di Columbia. Ha vinto il titolo succedendo ad un'altra miss proveniente da Washington, Deshauna Barber.
Il padre, facente parte della marina statunitense, era in istanza a Napoli quando Kára è nata; è poi cresciuta a Virginia Beach. Essendo laureata in chimica nucleare alla South Carolina State University e operante come scienziata nella commissione civile per l'energia nucleare (NRC), Kára McCullough è considerata una delle miss più intelligenti elette dai giudici della giuria.